# Vellozia incurvata
Vellozia incurvata är en enhjärtbladig växtart som beskrevs av Carl Friedrich Philipp von Martius. Vellozia incurvata ingår i släktet Vellozia och familjen Velloziaceae. Inga underarter finns listade.